# Mała Wierchomla
Mała Wierchomla, Mała Wierchomlanka – potok, dopływ Potaszni. Znajduje się w Beskidzie Sądeckim, w Paśmie Jaworzyny. Główna część jego zlewni znajduje się na zachodnich zboczach bocznej grani Runek – Pusta Wielka, na odcinku od Polany nad Wierchomlą po Pustą Wielką. Najwyżej położone źródła znajdują się na wysokości około 950 m n.p.m. Ze źródeł położonych po zachodniej stronie tej grani spływa na zachód kilka potoków: spod Polany nad Wierchomlą, polan Długie Młaki, Wyżne Młaki, wzniesień Jaworzynka (1001 m) i Pusta Wielka (1061 m). Zachodnia grań Pustej Wielkiej oddziela dolinę Małej Wierchomli od doliny Baranieckiego Potoku. Orograficznie prawe zbocza doliny Małej Wierchomli tworzy Lembarczek (917 m) i Gaborówka (790 m). Spływają z nich tylko niewielkie cieki wodne. Poniżej Gaborówki Mała Wierchomla uchodzi do Potaszni jako jej główny, lewy dopływ. Potasznia z kolei to górna część Wierchomlanki.
Większość potoków zasilających Małą Wierchomlę płynie przez otwarte tereny łąk. Dawniej były to pola uprawne, łąki i pastwiska Łemków zamieszkujących dolinę Wierchomlanki. Obecnie tereny te znajdują się na obszarze miejscowości Wierchomla Mała i są to zarastające lasem nieużytki lub trasy zjazdowe czterech wyciągów narciarskich. Woda z potoków jest zimą wykorzystywana do zaśnieżania tras narciarskich. Wzdłuż koryta dolnej części Małej Wierchomli do dolnych stacji tych wyciągów prowadzi droga asfaltowa. 

## Szlak turystyczny
– czarny od ujścia Małej Wierchomli przez Wierchomlę Małą i Polanę nad Wierchomlą do Bacówki PTTK nad Wierchomlą. Czas przejścia 1 h, ↓ 40 min.